# Lavilleneuve-aux-Fresnes
Lavilleneuve-aux-Fresnes, commune déléguée de Colombey-les-Deux-Églises, est une ancienne commune française, située dans le département de la Haute-Marne en région Grand Est.

## Géographie

### Localisation
Lavilleneuve-aux-Fresnes, commune déléguée de Colombey-les-Deux-Églises, est située dans le département de la Haute-Marne en région Grand-Est. Elle est frontalière avec le département de l'Aube.
À vol d'oiseau, elle se situe à 3,08 km de Colombey-les-Deux-Églises, chef-lieu de la commune. Elle est distante de 25,04 km de Chaumont, préfecture du département. Elle se trouve à 57,61 km de Troyes, préfecture du département de l'Aube et à 196,65 km de Paris.
Avant sa fusion avec Colombey-les-Deux-Églises, Lavilleneuve-aux-Fresnes était limitrophe de quatre communes : Argentolles, Colombey-les-Deux-Églises, Lignol-le-Château et Rouvres-les-Vignes. Parmi ces communes, Argentolles est devenue une commune déléguées de Colombey-les-Deux-Églises.

### Géologie et relief
La superficie de la commune déléguée est de 241 hectares. Son altitude varie de 239 mètres à 320 mètres. L'altitude moyenne se situe entre 303 mètres et 308 mètres au niveau de la localité. Lavilleneuve-aux-Fresnes se trouve sur le plateau d'Argentolles.
Le sous-sol géologique de la commune déléguée date du jurassique, avec la présence d'un sol d'argiles, de calcaire et de marne. La localité se trouve sur un plateau éponyme.
Le risque sismique est considéré comme très faible soit en zone 1 selon la carte du zonage définie par le gouvernement

### Climat
La station climatique la plus proche est celle de Saint-Dizier, située sur la base aérienne 113 à 46 km à vol d'oiseau au nord de Lavilleneuve-aux-Fresnes. Une autre station climatique se situe à Ailleville à 13 km de la commune déléguée, mais les données ne sont pas publiques.
| Mois                              | jan. | fév. | mars  | avril | mai   | juin  | jui.  | août | sep.  | oct.  | nov. | déc. | année   |
| --------------------------------- | ---- | ---- | ----- | ----- | ----- | ----- | ----- | ---- | ----- | ----- | ---- | ---- | ------- |
| Température minimale moyenne (°C) | −0,3 | 0,2  | 1,9   | 4,3   | 8,1   | 11,2  | 12,9  | 12,7 | 10,2  | 7,1   | 2,8  | 0,4  | 6       |
| Température moyenne (°C)          | 2,5  | 3,8  | 6,4   | 9,5   | 13,5  | 16,7  | 18,7  | 18,3 | 15,5  | 11,5  | 6,2  | 3,3  | 10,5    |
| Température maximale moyenne (°C) | 5,3  | 7,4  | 10,8  | 14,7  | 18,8  | 22,1  | 24,5  | 23,9 | 20,8  | 16    | 9,6  | 6,2  | 15      |
| Ensoleillement (h)                | 51,1 | 83,7 | 120,9 | 165,1 | 206,7 | 219,4 | 246,3 | 217  | 170,7 | 122,6 | 67,6 | 54   | 1 725,1 |
| Précipitations (mm)               | 74,7 | 61,1 | 65,4  | 55,2  | 75,8  | 72,8  | 66,5  | 70,1 | 64,2  | 68,1  | 72,4 | 80   | 826,3   |

### Voies de communication et transports

#### Voies de communication
Lavilleneuve-aux-Fresnes se trouve sur la route départementale 619, classé avant 2006 sous le nom de RN 19. L'ancienne route nationale reliait Paris à la frontière franco-suisse à Delle et traversait des communes comme Troyes, Chaumont et Vesoul. Par la route départementale 619, Lavilleneuve-aux-Fresnes se situent à 68 km de Troyes, à 12 km de Bar-sur-Aube, à 4 km de Colombey-les-Deux-Églises, chef-lieu de la commune et à 29 km de Chaumont, préfecture du département. L'autoroute la plus proche de Lavilleneuve-aux-Fresnes est l'A5 par la sortie 23 (Ville-sous-la-Ferté).

#### Transports
La commune déléguée ne dispose pas d'autres moyens de transport comme le ferroviaire et le transport en commun.
La gare ferroviaire la plus proche est celle de Bar-sur-Aube, qui se trouve à 12 km par la route. La commune déléguée est desservie par la ligne 3 (Paris-Est ↔ Troyes ↔ Chaumont ↔ Langres ↔ Vesoul ↔ Belfort) du TER Champagne-Ardenne.

### Urbanisme
La forme urbaine de la commune déléguée est celle d'un village-rue étirée le long de route départementale 619,.

## Toponymie
Le nom de la localité est attesté sous les noms de La Ville Neusve au Fresne en 1508, La Villeneusve au Fresne en 1549, La Villeneusve aux Fresnes en 1595, La Villeneuve aux Fresnes en 1549 et Villeneuve aux Fraisnes sur la carte de Cassini.
Pour Ernest Nègre, le nom de la commune sous sa forme La Ville Neusve, datant de 1508, vient de l'oïl où ville signifie village au Moyen Âge avec l'ajout de l'adjectif féminin neuve. Fresnes tire son origine du frêne sous sa forme ancienne. Le surnom aux-Fresnes provient également de la proximité d'une ferme appelée la Ferme du Fresnes, située actuellement sur la commune de Lignol-le-Château dans le département de l'Aube.

## Histoire
L'histoire de la localité est obscure et elle serait même confondu avec la commune Le Fresne du département de la Marne, à cause la phrase « Villa nova, que Fraxinus dicitur » dans une charte de janvier 1212. Pour certains, Lavilleneuve-aux-Fresnes est fondée en 1206 sur des terres appartenant à l'abbaye Saint-Remi de Reims et au comte de Champagne. La localité devient rapidement une seigneurie et elle appartient au comte de Vignory, puis à la baronnerie de Colombey. Jean de Baudricourt, également seigneur de Vignory, décide en 1495 d'affranchir les habitants de Lavilleneuve.
Avant la Révolution française, la localité ressort de la généralité de Châlons, de l'élection et de la prévôté de Bar-sur-Aube. Elle appartenait également au bailliage de Chaumont. Au niveau ecclésiastique, la paroisse fait partie du diocèse de Langres et de l'archidiaconé de Bar-sur-Aube. Elle est une paroisse succursale de Colombey.
Lors de la Révolution française, la paroisse est transformée en une commune indépendante à la suite du décret du 11 novembre 1789 et de la loi du 14 décembre 1789. Lavilleneuve-aux-Fresnes est intégrée au département de la Haute-Marne, au district de Chaumont et au canton de Haute-Marne. En 1801, elle est rattachée au canton de Juzennecourt et à l'arrondissement de Chaumont. Avec la mise en place du code officiel géographique en 1943, la commune a porté le code commune 52279.
Par arrêté préfectoral du 28 décembre 1972, la commune est rattachée le 1er janvier 1973 à Colombey-les-Deux-Églises sous la forme d'une fusion-association. Depuis cette date, elle est une commune associée à Colombey-les-Deux-Églises.
Par arrêté préfectoral du 30 novembre 2016, la création de la commune nouvelle de Colombey-les-Deux-Églises, pour le 1er janvier 2017, entraîne la transformation du statut de Lavilleneuve-aux-Fresnes en commune déléguée au sein de la nouvelle commune.

## Administration

### Administration municipale
Depuis le 1er janvier 1973, Lavilleneuve-aux-Fresnes ne dispose plus d'un conseil municipal et d'un maire, gérant les affaires municipales. Les décisions sont prises en conseil municipal de Colombey-les-Deux-Églises. Avec la fusion-association, elle garde cependant une section électorale, une section du CCAS, un conseil consultatif, une mairie annexe et un maire délégué, ayant autorité sur le territoire de la commune associée.
La transformation du statut de commune associée en commune déléguée au 1er janvier 2017 entraîne la fin du conseil consultatif, du sectionnement électoral et du CCAS, mais Lavilleneuve-aux-Fresnes conserve sa mairie annexe et un maire délégué avec la possibilité de l'institution d'un conseil de la commune déléguée par la commune nouvelle.
Les habitants de Lavilleneuve-aux-Fresnes disposent également d'une liste électorale propre et d'un bureau de vote dans la mairie annexe, pour les élections.

### Liste des maires
La liste ci-dessous recense le nom des maires avant la fin de son autonomie au 1er janvier 1973 :
| Période                                  | Période      | Identité               | Étiquette | Qualité                                    |
| ---------------------------------------- | ------------ | ---------------------- | --------- | ------------------------------------------ |
| 1789                                     | An XI (1803) | Nicolas Brenzon        |           |                                            |
| An XII (1803)                            | 1817         | François Consigny      |           |                                            |
| 1817                                     | 1832         | François Chamarande    |           |                                            |
| 1832                                     | 1841         | François Consigny      |           |                                            |
| 1841                                     | 1844         | Pierre Mallet          |           |                                            |
| 1844                                     | 1852         | Jean-Baptiste Consigny |           | Premier mandat                             |
| 1852                                     | 1859         | Jean-Baptiste Decornet |           | Décédé en cours de mandat                  |
| 1859                                     | 1866         | Jean-Baptiste Consigny |           | Second mandat                              |
| 1866                                     | 1870         | François Consigny      |           | Premier mandat et démissionnaire           |
| 1870                                     | 1876         | Prosper Ménétrier      |           | Intérim puis maire en 1871                 |
| 1876                                     | 1877         | François Consigny      |           | Second mandat et décédé en cours de mandat |
| 1877                                     | 1884         | Paul Consigny          |           | Intérim puis maire                         |
| 1884                                     | ?            | Pierre Consigny        |           |                                            |
| Les données manquantes sont à compléter. |              |                        |           |                                            |

### Liste des maires délégués
La liste ci-dessous indique le nom des maires délégués depuis le 1er janvier 1973 jusqu'à aujourd'hui :
| Période                                  | Période                       | Identité        | Étiquette | Qualité                                                                            |
| ---------------------------------------- | ----------------------------- | --------------- | --------- | ---------------------------------------------------------------------------------- |
| mars 2008                                | En cours (au 26 juillet 2020) | Odile Chamerois |           | Salarié du secteur de la santé et du travail social Réélu pour le mandat 2020-2026 |
| Les données manquantes sont à compléter. |                               |                 |           |                                                                                    |

### Instances judiciaires et administratives
Les habitants de Lavilleneuve-aux-Fresnes relèvent de la juridiction du tribunal de grande instance de Chaumont (préfecture du département), du tribunal administratif de Châlons-en-Champagne et de la Cour d'appel de Dijon,.
En matière de commerce, les habitants de Lavilleneuve-aux-Fresnes relèvent également de la juridiction du tribunal de commerce de Chaumont qui ressort du tribunal de grande instance de Dijon.
La commune déléguée est du ressort de la circonscription de gendarmerie de la brigade de proximité de Colombey-les-Deux-Églises.

## Population et société

### Démographie
Avant la mise en place des recensements individuels, les registres paroissiaux de Lavilleneuve-aux-Fresnes, connus à partir de 1699, indiquent une population de 26 feux en 1709, soit environ 130 habitants. Le nombre de feux passe à 13 feux, soit 65 habitants en 1720. Ce chiffre reste stable en 1753 et en 1763.
L'évolution du nombre d'habitants est connue à travers les recensements de la population effectués dans la commune entre 1793 et 1973, dans la commune associée de 1973 à 2016 et dans la commune déléguée depuis 2017. À partir de 2006, les populations légales des communes sont publiées annuellement par l'Insee. Le recensement repose désormais sur une collecte d'information annuelle, concernant successivement tous les territoires communaux au cours d'une période de cinq ans. Pour les communes de moins de 10 000 habitants, une enquête de recensement portant sur toute la population est réalisée tous les cinq ans, les populations légales des années intermédiaires étant quant à elles estimées par interpolation ou extrapolation. Pour la commune déléguée, le premier recensement exhaustif, lié à celui de Colombey-les-Deux-Églises, entrant dans le cadre du nouveau dispositif a été réalisé en 2006.
En 2016, la commune déléguée comptait 22 habitants, en diminution de 8,33 % par rapport à 2011 (Haute-Marne : −2,35 %, France hors Mayotte : +2,44 %).
| 1793 | 1800 | 1806 | 1821 | 1831 | 1836 | 1841 | 1846 | 1851 |
| ---- | ---- | ---- | ---- | ---- | ---- | ---- | ---- | ---- |
| 49   | 60   | 56   | 61   | 70   | 75   | 81   | 81   | 84   |

| 1856 | 1861 | 1866 | 1872 | 1876 | 1881 | 1886 | 1891 | 1896 |
| ---- | ---- | ---- | ---- | ---- | ---- | ---- | ---- | ---- |
| 69   | 71   | 72   | 73   | 74   | 80   | 80   | 70   | 51   |

| 1901 | 1906 | 1911 | 1921 | 1926 | 1931 | 1936 | 1946 | 1954 |
| ---- | ---- | ---- | ---- | ---- | ---- | ---- | ---- | ---- |
| 41   | 35   | 25   | 32   | 14   | 33   | 25   | 21   | 22   |

| 1962 | 1968 | 1982 | 2006 | 2011 | 2016 | 2021 | - | - |
| ---- | ---- | ---- | ---- | ---- | ---- | ---- | - | - |
| 27   | 29   | 31   | 25   | 24   | 22   | 21   | - | - |

### Enseignement
Étant commune déléguée de Colombey-les-Deux-Églises, Lavilleneuve-aux-Fresnes est rattachée à l'académie de Reims. Cette académie fait partie de la Zone B pour son calendrier de vacances scolaires.
Aucun établissement d'enseignement n'est présent sur la commune déléguée, mais le groupe scolaire Yvonne de Gaulle à Colombey-les-Deux-Églises, regroupent les élèves de maternelle et de cours élémentaire de l'ensemble de la commune. Il compte 153 élèves en 2017.
Pour le secondaire, les collégiens se rendent au collège du chef-lieu de commune. Les lycées publics d'enseignement général et d'enseignement technique se trouvent à Chaumont. Un lycée privée d'enseignement général et d'enseignement technique est également présent à Chaumont.
Pour l'enseignement supérieur, des établissements se trouvent, dans l'académie de Reims, à Chaumont, à Troyes, à Chalons-en-Champagne et à Reims. Les étudiants peuvent aussi aller vers des établissements situés à Dijon dans l'académie homonyme.

### Santé et service d'urgence
Au 1er janvier 2017, aucun médecins généraliste n'exercent à Lavilleneuve-aux-Fresnes, mais praticien exerce à Colombey-les-Deux-Églises, chef-lieu de la commune. Il en est de même pour l'officine pharmaceutique. Pour des médecins spécialisés et des dentistes, il faut se rendre à Chaumont, ou à Bar-sur-Aube. Dans le domaine paramédicale, des infirmières se trouvent, l'un à Colombey-les-Deux-Églises et l'autre à Harricourt.
Pour les hospitalisation, les urgences et la chirurgie, le centre hospitalier le plus proche est celui de Chaumont, mais les habitants peuvent se rendre à celui de Bar-sur-Aube. Les deux EHPAD les plus proches se situent l'un à Maranville et l'autre à Bayel.
Pour la sécurité en matière d'incendie et de sauvetage, les pompiers du centre de secours de Colombey-les-Deux-Églises, rattaché au SDIS de la Haute-Marne, sont compétent.

### Médias et télécommunication
Le quotidien local Le Journal de la Haute-Marne et le journal hebdomadaire Voix de la Haute-Marne diffuse leur journal sur la région de Chaumont et le département de la Haute-Marne.
Parmi les chaines de télévision de télévision numérique terrestre (TNT) accessibles à tous les habitants de Lavilleneuve-aux-Fresnes, depuis l'émetteur de Troyes-Les Riceys situé aux Riceys, France 3 Champagne-Ardenne relaient les informations locales. Parmi les nombreuses stations de radio disponibles, on peut citer France Bleu Champagne-Ardenne.
En 2017, l'internet haut débit via la technique ADSL 2+ est possible pour tous les abonnés à un réseau de téléphonie fixe depuis le NRA installée à Colombey-les-Deux-Églises.

### Cultes
Le territoire de la commune dépend de la paroisse Saint Bernard, au sein du diocèse de Langres, au même titre que les trente-une autres paroisses. En 2017, l'église Notre-Dame-en-sa-Nativité est l'un des lieux de culte de cette paroisse. Monseigneur Joseph de Metz-Noblat est à la tête du diocèse de Langres depuis 2014.
Concernant d'autres religions, les lieux de cultes les plus proches sont le temple de Chaumont pour les protestants, la synagogue de Troyes pour les juifs et la mosquée de Joinville pour les musulmans.

## Culture locale et patrimoine

### Lieux et monuments
L'église paroissiale Saint-Georges possède un chœur datant certainement de la fin du XIIe siècle avec une nef reconstruite, datant de 1777. L'église possède un plan allongé avec un mur extérieur en pierre de taille. Elle fait actuellement partie de la paroisse Saint-Bernard du diocèse de Langres, regroupant Colombey-les-Deux-Églises et des communes alentour.

### Sites naturels
Une zone naturelle d'intérêt écologique, faunistique et floristique (ZNIEFF) et une zone Natura 2000 sont recensées sur le territoire de Lavilleneuve-aux-Fresnes: le massif forestier de Clairvaux et des Dhuits comme ZNIEFF et Barrois et forêt de Clairvaux comme zone Natura 2000.
La zone de la ZNIEFF du massif forestier de Clairvaux et des Dhuits couvre la commune déléguée au sud. Cette ZNIEFF de type 2 rassemble plusieurs ZNIEFF de type 1, situées sur plusieurs communes. Elle se trouve sur des pentes. Cet habitat recèle de nombreuses espèces végétales comme le frêne, qui a donné le surnom à la commune, le noisetier, l'érable champêtre, la mélique uniflore, la fétuque hétérophylle et le hêtre. La ZNIEFF abrite également des espèces animales dont le pouillot de Bonelli, le pipit farlouse, le pic cendré.
La zone 2000 Barrois et forêt de Clairvaux couvrent la ZNIEFF du massif forestier de Clairvaux et des Dhuits et d'autres territoires, se trouvant dans la région de Bar-sur-Aube. Elle a été créée par arrêté du 8 mars 2006.